# Русские идут! Русские идут!
«Русские идут! Русские идут!» (англ. The Russians Are Coming, the Russians Are Coming) — американский комедийный кинофильм режиссёра Нормана Джуисона, премьера которого состоялась в 1966 году. Четыре номинации на премию «Оскар», в том числе как лучшему фильму года.
Главная цель сатиры фильма — абсурдность Холодной войны, вызванные ею политическая паранойя и военная истерия.

## Сюжет
Главный смысл фильма — осмеяние панических настроений «холодной войны» и того, как политика ссорит в сущности одинаковых и хороших простых людей. Русские в фильме показаны не как враги, а как заурядные солдаты, попавшие в сложную ситуацию. Центральная идея фильма выражена в словах моряка Алексея Колчина, сказанных местной девушке: «Я не хочу ненавидеть».
По сюжету советская подводная лодка (ПЛ) «Спрут» сбивается с курса и садится на мель у побережья вымышленного острова Глостер в штате Массачусетс. Главная цель русских — найти буксир и снять лодку с мели, пока их не заметили американские военные. Для поиска буксира на берег высаживается группа из 9 советских моряков во главе со старпомом лейтенантом Розановым.
Моряки пытаются договориться с американской семьёй, приехавшей отдохнуть сюда из Нью-Йорка, чтобы те одолжили им автомобиль, но семья догадывается, что незваные гости являются русскими, и те решают взять её в заложники. Группа разделяется на две части. 8 моряков пробираются в порт, а самый молодой моряк Алексей остаётся охранять дом с семьёй. Советские моряки пытаются сделать так, чтобы никто их не заметил и не заподозрил, ведут себя исключительно вежливо и стараются действовать скрытно, главным образом чтобы успеть быстрее выбраться с острова, пока туда не нагрянут американские войска. Моряки крадут у старушки старый автомобиль. Начинают распространяться слухи о русском вторжении.
Среди местного населения начинает разгораться паника, появляются ложные слухи о том, что русские морские пехотинцы, а потом ещё и парашютисты, захватили аэродром, а потом всю западную часть острова. Местное население с полицией вооружается и отправляется спасать остров. В это же время русские продолжают прятаться от прохожих и искать порт. Когда они его находят, то захватывают лодку. Семеро бойцов отправляются на борту лодки снимать ПЛ с мели, а командир группы, старпом — отправляется за Алексеем.
Тем временем молодой моряк Алексей и местная девушка влюбляются друг в друга с первого взгляда и заводят роман. Старпом забирает Алексея, и они едут в порт.
К тому моменту подводной лодке удаётся самостоятельно сняться с мели. Не дождавшись возвращения группы и думая, что их взяли в плен, капитан принимает решение идти в местный порт, дабы выдвинуть ультиматум с требованием вернуть ему его людей. В самый напряжённый момент с соседней колокольни срывается наблюдавший за событиями мальчик и повисает на коньке крыши. Все население городка и советские моряки бросаются его спасать. Но поблизости нет ни верёвки, ни лестницы. Советский старпом предлагает построить живую пирамиду. Местные жители и советские моряки становятся на плечи друг друга и Алексей спасает ребёнка. Общее ликование. В это время становится известно, что американских военных всё же предупредили о появлении русской подводной лодки и что они будут с минуты на минуту. Чтобы защитить лодку от удара с воздуха, люди решают вывести её под конвоем из своих лодок. Подводная лодка выходит из гавани, встречает лодку-буксир с оставшейся частью группы и принимает моряков на борт. Появившиеся американские боевые самолёты McDonnell F-101 Voodoo не решаются атаковать лодку, окружённую гражданскими судами, и возвращаются на аэродром. Проникнувшиеся добрыми чувствами друг к другу моряки и местное население прощаются. Лодка погружается.
В финале один из местных жителей, посланных в начале фильма предупредить жителей отдалённого посёлка о появлении на острове русских, врывается верхом на улицу посёлка с криками «Русские идут! Русские идут!».

## В ролях
- Алан Аркин — лейтенант Розанов
- Карл Райнер — Уолт Уиттакер
- Эва Мари Сейнт — Эльспет Уиттакер
- Брайан Кит — шеф полиции Линк Маттокс
- Джонатан Уинтерс — офицер Норман Джонас
- Пол Форд — Фендал Хоукинс
- Теодор Бикель — капитан подлодки
- Тесси О’Ши — телефонистка Элис Фосс
- Джон Филипп Лоу — Алексей Колчин
- Бен Блю — Лютер Грилк
- Дон Кифер — Ирвинг Христиансен
- Андреа Дромм — Элисон Палмер
- Шелдон Коллинс — Пит Уиттакер
- Гай Рэймонд — Лестер Тилли
- Клифф Нортон — Чарли Хинксон
- Майкл Джей Поллард — авиамеханик Стэнли
- Ричард Шаал — Оскар Максвелл
- Синди Патнам — Энни Уиттакер
- Джонни Уайтакер — Джерри Максвелл (впервые на широком экране)
- Дэнни Клега — Польский
- Рей Бакстер — Бродский
- Поль Вердье — Малявин
- Никита Кнац — Громольский
- Константин Бакшеев — Василов
- Алекс Хассилев — Хрушевский
- Милош Милошевич — Лысенко
- Джино Готарелли — Крегиткин

## Критика
Роберт Олден из The New York Times назвал его «воодушевляюще забавным и проницательным фильмом о крайне несмешной ситуации в мире».

## Награды и номинации

#### Награды
- Премия «Золотой глобус» за лучший фильм — комедия или мюзикл
- Премия «Золотой глобус» за лучшую мужскую роль — комедия или мюзикл (Алан Аркин)
- Гильдия сценаристов Америки (Восток) — Лучший сценарий американской комедии (Уильям Роуз)
- «Золотая медаль за фильм года» от журнала Photoplay

#### Номинации
- Премия «Оскар» за лучший фильм (Норман Джуисон)
- Премия «Оскар» за лучшую мужскую роль (Алан Аркин)
- Премия «Оскар» за лучший монтаж (Хэл Эшби и Джей Терри Уильямс)
- Премия «Оскар» за лучший адаптированный сценарий (Уильям Роуз)
- Премия «Золотой глобус» за лучший сценарий
- Гильдия режиссёров Америки — Лучшая режиссёрская работа в художественном фильме (Норман Джуисон)